# Hyperaspis longicoxitis
Hyperaspis longicoxitis är en skalbaggsart som beskrevs av Nutting 1980. Hyperaspis longicoxitis ingår i släktet Hyperaspis och familjen nyckelpigor. Inga underarter finns listade i Catalogue of Life.